# 双桥镇 (南宁市)
双桥镇，是中华人民共和国广西壮族自治区南宁市武鸣区下辖的一个乡镇级行政单位。

## 行政区划
双桥镇下辖以下地区：
双桥社区、杨李村、下渌村、平陆村、平福村、平稳村、孔镇村、镇南村、合美村、跃进村、腾翔村、八桥村、苏宫村、造庆村、伊岭村和伏林村。